# Майлан
Майлан (каз. Майлан, до 2023 года — Новомарковка) — село в Ерейментауском районе Акмолинской области Казахстана, образует административно-территориальное образование «Село Майлан» со статусом сельского округа (соответствующий 3-му уровню административно-территориальной единицы).
- Код КАТО — 114651100[2].
- Код КАТО АТЕ — 114651000[3].

## География
Село расположено в юго-западной части района, на расстоянии примерно 57 километров (по прямой) к западу от административного центра района — города Ерейментау.
Абсолютная высота — 270 метров над уровнем моря.
Климат холодно-умеренный, с хорошей влажностью. Среднегодовая температура воздуха положительная и составляет около +4,0°C. Среднемесячная температура воздуха в июле достигает +20,2°C. Среднемесячная температура января составляет около −14,6°C. Среднегодовое количество осадков составляет около 400 мм. Основная часть осадков выпадает в период с июня по август.
Ближайшие населённые пункты: аул Акмырза — на юго-востоке.
Близ села проходит автодорога республиканского значения — Р-4 «Астана — Ерейментау — Шидерты».

## История
В 1989 году село являлось административным центром Новомарковского сельсовета (сёла Новомарковка, Каражар, Кенетколь).
В периоде 1991—1998 годов:
- Новомарковский сельсовет был преобразован в Новомарковский сельский округ в соответствии с реформами административно-территориального устройства Республики Казахстан;
- сёла Каражар было переведено в категорию иных поселений и исключено из учётных данных в связи с выездом жителей.

Решением Акмолинского областного маслихата, акима Акмолинской области от 12 апреля 2001 г. N С-7-11 — село Кенетколь было переведено в категорию иных поселений и исключено из учётных данных в связи с выездом жителей.
В связи с этим, согласно закону Республики Казахстан касаемо административно-территориального устройства, Новомарковский сельский округ был преобразован (упразднён) и переведён в категорию села Новомарковка с образованием отдельного административно-территориального образования (сельского акимата) «Село Новомарковка» на базе Новомарковского сельского округа соответственно.

## Население
В 1989 году население села составляло 2462 человека (из них русские — 39 %, казахи — 28 %).
В 1999 году население села составляло 2166 человек (1100 мужчин и 1066 женщин). По данным переписи 2009 года, в селе проживало 1826 человек (917 мужчин и 909 женщин).
| Численность населения | Численность населения | Численность населения |
| 1989                  | 1999                  | 2009                  |
| --------------------- | --------------------- | --------------------- |
| 2462                  | ↘2166                 | ↘1826                 |

## Улицы[9]
- ул. Алексея Камышного
- ул. Аманжола Каликова
- ул. Ардагер
- ул. Достык
- ул. Жастар
- ул. Кеноткель
- ул. Селетинская
- ул. Целинная
- ул. Якова Киселева